# Ptilineurus marmoratus
Ptilineurus marmoratus är en skalbaggsart som först beskrevs av Edmund Reitter 1877.  Ptilineurus marmoratus ingår i släktet Ptilineurus och familjen trägnagare. Inga underarter finns listade i Catalogue of Life.